# 第15回IBAFインターコンチネンタルカップ日本代表
第15回IBAFインターコンチネンタルカップ日本代表（だい15かいIBAFインターコンチネンタルカップにっぽんだいひょう）は、2002年11月にキューバ・ハバナで行われた第15回IBAFインターコンチネンタルカップに出場するために編成された野球日本代表チームである。

## 概要
約1か月前に第14回アジア競技大会野球日本代表が編成され、各球団平等に1選手ずつ供出したことから、プロ野球からの選手派遣は各球団からの裁量に委ねられた。
その結果構成は、プロ16人、社会人4人、大学生4人の合計24人となった。

## 代表メンバー
所属や年齢は選出当時。

### 監督・コーチ
| 背番号 |          | 役職           | 所属                                                           | 年齢 |
| ------ | -------- | -------------- | -------------------------------------------------------------- | ---- |
| 30     | 後藤寿彦 | 監督           | 全日本アマチュア野球連盟選手強化本部ナショナルチーム強化部会長 | 49   |
| 33     | 田尾安志 | 守備走塁コーチ | 全日本アマチュア野球連盟選手強化本部アドバイザー・野球評論家   | 48   |
| 32     | 荒木大輔 | 投手コーチ     | 全日本アマチュア野球連盟選手強化本部アドバイザー・野球評論家   | 38   |
| 31     | 村上忠則 | 打撃コーチ     | 日産自動車                                                     | 52   |

### 投手
| 背番号 |            | 所属                       | 年齢 |
| ------ | ---------- | -------------------------- | ---- |
| 11     | 長田秀一郎 | 慶應義塾大学               | 22   |
| 15     | 内海哲也   | 東京ガス                   | 20   |
| 16     | 加藤大輔   | 神奈川大学                 | 22   |
| 17     | 山北茂利   | 中日ドラゴンズ             | 24   |
| 19     | 中村泰広   | 日本IBM野洲                | 24   |
| 38     | 相木崇     | オリックス・ブルーウェーブ | 24   |
| 43     | 真田裕貴   | 読売ジャイアンツ           | 18   |
| 54     | 苫米地鉄人 | 広島東洋カープ             | 21   |
| 63     | 坂元弥太郎 | ヤクルトスワローズ         | 20   |

### 捕手
| 背番号 |          | 所属               | 年齢 |
| ------ | -------- | ------------------ | ---- |
| 2      | 鈴木郁洋 | 中日ドラゴンズ     | 27   |
| 22     | 大野隆治 | 日本大学           | 22   |
| 51     | 米野智人 | ヤクルトスワローズ | 20   |

### 内野手
| 背番号 |          | 所属                 | 年齢 |
| ------ | -------- | -------------------- | ---- |
| 6      | 井端弘和 | 中日ドラゴンズ       | 27   |
| 7      | 二岡智宏 | 読売ジャイアンツ     | 26   |
| 8      | 岩館学   | 東洋大学             | 21   |
| 10     | 木元邦之 | 日本ハムファイターズ | 24   |
| 23     | 北川利之 | 川崎製鉄水島         | 23   |
| 33     | 古木克明 | 横浜ベイスターズ     | 21   |
| 52     | 川﨑宗則 | 福岡ダイエーホークス | 21   |

### 外野手
| 背番号 |            | 所属                 | 年齢 |
| ------ | ---------- | -------------------- | ---- |
| 1      | 高山久     | 西武ライオンズ       | 21   |
| 5      | 濱中おさむ | 阪神タイガース       | 24   |
| 9      | 鷹野史寿   | 大阪近鉄バファローズ | 28   |
| 29     | 吉浦貴志   | 日産自動車           | 23   |
| 61     | 喜多隆志   | 千葉ロッテマリーンズ | 22   |

## 大会戦績
（会場はすべてエスタディオ・ラティーノアメリカーノ）

### 予選リーグ
- 第1戦（11月9日）　日本 7x-6 ドミニカ共和国
- 第2戦（11月10日）　日本 7-8 キューバ
- 第3戦（11月11日）　日本 6-0 中国
- 第4戦（11月12日）　日本 13-3 ベネズエラ
- 第5戦（11月13日）　日本 1-6 オランダ
予選リーグ3勝2敗の3位通過。

### 準々決勝リーグ
- 第1戦（11月15日）　日本 0-5 キューバ
- 第2戦（11月16日）　日本 12-1 イタリア　（7回コールド）
- 第3戦（11月17日）　日本 1-5 パナマ
準々決勝リーグ敗退。ただし大会後パナマ選手からドーピング反応があり、パナマが失格、日本は5位扱いとなった。